# Jekaterina Chasjanowna Mamlejewa
Jekaterina Chasjanowna Mamlejewa (russisch Екатерина Хасьяновна Мамлеева; * 2. Oktober 1930 in Leningrad) ist eine sowjetisch-russische Elektroingenieurin und Bergsteigerin.

## Leben
Mamlejewa studierte am Leningrader Institut für Informationstechnologien, Mechanik und Optik (LITMO) mit Abschluss als Funktechnik-Mechanik-Ingenieurin. Sie lebte und arbeitete dann in Leningrad bzw. dann St. Petersburg.
Mamlejewa lernte das Bergsteigen bei Wiktor Pawlowitsch Nekrassow (1928–1995) im Zentralen Sportklub der Armee Moskau. Von 1951 bis 1967 bestieg sie 59 Berge und war Instruktorin. Mit ihrer Besteigung des Pik Lenins 1958 war sie die erste sowjetische Frau, die die 7000-m-Grenze überstieg.
Mamlejewa hat einen Sohn und eine Tochter und zwei Enkel.

## Ehrungen
- Sportmeister der Sowjetunion (1958)